# 間部詮茂
間部 詮茂（まなべ あきとお）は、越前鯖江藩の第4代藩主。間部家5代。第2代藩主・間部詮方の三男。母は家臣・足立氏の娘。第3代藩主・間部詮央の異母弟。正室は堀田正亮の娘（祥運院）。継室は丹羽長庸の娘（清心院）。初めは詮堅と名乗った。

## 生涯
鯖江で生まれる。明和8年（1771年）7月22日、兄詮央が嗣子無くして死去したため、その養子となって家督を継いだ。安永元年（1772年）6月1日、将軍徳川家治に御目見する。同年12月18日、従五位下・下総守に叙任する。安永2年（1773年）6月28日、初めてお国入りする許可を得る。
藩財政再建のため、自ら入国して領内を巡察するなどの積極性を見せたが、天明の飢饉により領内で7597人もの餓死者を出し、借金をして領民を助けなければならないという有様で、藩財政の窮乏化が進んだ。
享年48（満47歳没）。 死後、長男の詮煕が跡を継いだ。

## 系譜
父母
- 間部詮方（実父）
- 足立氏 - 側室（実母）
- 間部詮央（養父）

正室
- 祥運院 - 堀田正亮の娘

側室
- 清心院 - 丹羽長庸の娘
- 水谷氏

子女
- 間部詮熙（長男） 生母は水谷氏（側室）
- 山名義蕃
- 仙石久徳
- 酒井忠固
- 輝 - 間部詮芳室
- 潔
- 豊